# Зенакер
Зенакер (фр. Zehnacker) — коммуна на северо-востоке Франции в регионе Гранд-Эст (бывший Эльзас — Шампань — Арденны — Лотарингия), департамент Нижний Рейн, округ Мольсем, кантон Саверн. До марта 2015 года коммуна административно входила в состав упразднённого кантона Мармутье (округ Саверн).
Площадь коммуны — 2,18 км², население — 229 человек (2006) с тенденцией к росту: 249 человек (2013), плотность населения — 114,2 чел/км².

## Население
Население коммуны в 2011 году составляло 258 человек, в 2012 году — 254 человека, а в 2013-м — 249 человек.
| 1962 | 1968 | 1975 | 1982 | 1990 | 1999 | 2006 | 2008 | 2011 | 2012 | 2013 |
| ---- | ---- | ---- | ---- | ---- | ---- | ---- | ---- | ---- | ---- | ---- |
| 155  | 166  | 159  | 150  | 128  | 170  | 229  | 253  | 258  | 254  | 249  |

Динамика населения:

## Экономика
В 2010 году из 175 человек трудоспособного возраста (от 15 до 64 лет) 146 были экономически активными, 29 — неактивными (показатель активности 83,4 %, в 1999 году — 81,4 %). Из 146 активных трудоспособных жителей работали 140 человек (73 мужчины и 67 женщин), 6 числились безработными (трое мужчин и три женщины). Среди 29 трудоспособных неактивных граждан 14 были учениками либо студентами, 8 — пенсионерами, а ещё 7 — были неактивны в силу других причин.

## Достопримечательности (фотогалерея)
- Совместная церковь Нотр-Дам
- Колокольня